# Selenops dilamen
Selenops dilamen là một loài nhện trong họ Selenopidae.
Loài này thuộc chi Selenops. Selenops dilamen được J. A. Corronca miêu tả năm 2002.